# American Idiot
Vous lisez un « article de qualité » labellisé en 2012.
Pour les articles homonymes, voir American Idiot (homonymie).
Albums de Green Day
Shenanigans
(2002) Bullet in a Bible
(2005)
Singles
1. American Idiot
Sortie : 14 septembre 2004
2. Boulevard of Broken Dreams
Sortie : 29 novembre 2004
3. Holiday
Sortie : 28 mars 2005
4. Wake Me Up When September Ends
Sortie : 13 juin 2005
5. Jesus of Suburbia
Sortie : 25 octobre 2005

American Idiot est le septième album studio du groupe américain de punk rock Green Day, sorti le 21 septembre 2004 sur le label Reprise Records. Le groupe construit cet album comme un opéra-rock qui retrace des épisodes de la vie de Jesus of Suburbia, antihéros imaginé par le chanteur et guitariste Billie Joe Armstrong. Frustré par sa vie, il décide de quitter sa banlieue pour aller chercher une vie meilleure en ville. Confronté à la solitude, l'intolérance, la drogue ou encore le sexe, Jesus of Suburbia rencontre au cours de son périple St. Jimmy, son alter ego représentant sa partie contestataire et destructrice, et une jeune femme nommée Whatsername dont il tombe amoureux. Ne trouvant pas en ville la vie qu'il espérait y avoir, notamment à cause du suicide de St. Jimmy et du départ de Whatsername, il décide de retourner vivre dans sa banlieue.
Bien que le thème principal de l'album soit la rébellion, des questions politiques sont également abordées dans celui-ci. Sortant six semaines avant l'élection présidentielle américaine de 2004, il critique ouvertement la politique de George W. Bush (président des États-Unis de l'époque se présentant pour un second mandat) à travers ses textes, dans ses clips vidéo et jusque sur la pochette de l'album, ce qui a contribué à sa médiatisation lors de sa sortie.
American Idiot reçoit de très bonnes critiques de la part des médias spécialisés et connaît un grand succès commercial, en atteignant notamment la première place des classements musicaux de dix-neuf pays, dont les États-Unis et le Royaume-Uni. L'album est récompensé à plusieurs reprises, avec entre autres le Grammy Award du meilleur album rock en 2005 et le Brit Award du meilleur album en 2006. Il est aussi classé « meilleur album des années 2000 » par les lecteurs du magazine américain Rolling Stone et fait l'objet d'une adaptation en comédie musicale dont l'essentiel des représentations a lieu à Broadway. Billie Joe Armstrong y a tenu à plusieurs reprises le rôle de St. Jimmy.

## Genèse

### Contexte

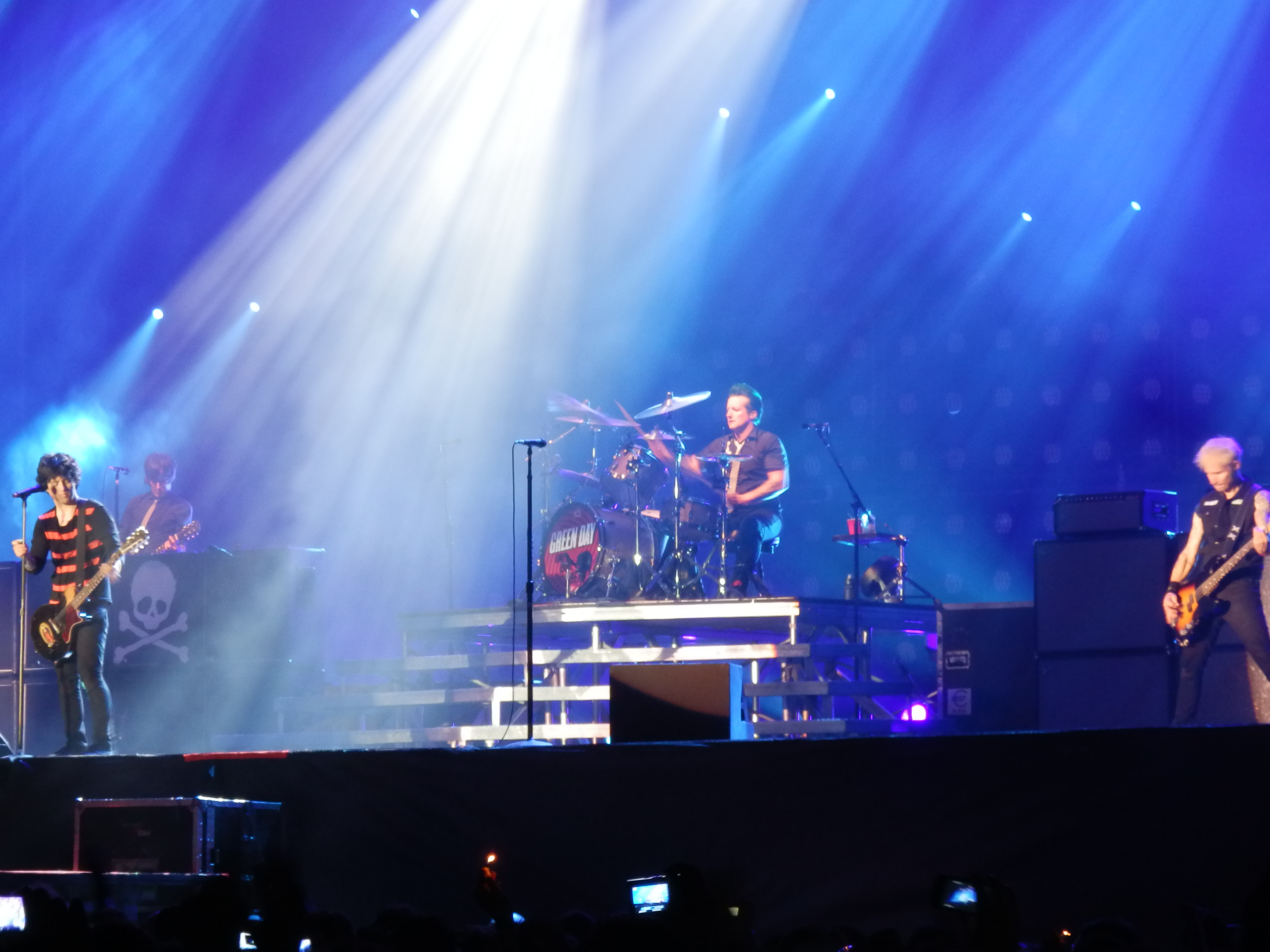
Green Day en concert en 2013.

Green Day est un groupe américain de punk rock formé en 1987 et originaire de la baie de San Francisco en Californie. Le groupe est composé depuis 1990 du guitariste et chanteur Billie Joe Armstrong, du bassiste Mike Dirnt et du batteur Tré Cool.
En 2000, le groupe sort Warning:, son sixième album studio, qui reçoit de bonnes critiques de la part de la presse spécialisée, obtenant une moyenne de 72/100 par Metacritic sur la base de dix-neuf critiques, mais n'atteignant pas le succès commercial escompté. En effet, l'album ne se vend qu'à trois millions d'exemplaires contre seize millions pour Dookie, troisième album studio de Green Day sorti en 1994 et plus gros succès commercial du groupe à l'époque. Après Warning:, Green Day sort deux compilations, International Superhits! en 2001 et Shenanigans en 2002, reprenant la première partie de la carrière du groupe. Le trio décide par la suite de prendre une pause musicale après avoir partagé l'affiche de la tournée Pop Disaster Tour avec le groupe américain Blink-182 en 2002. Espérant se ressourcer et développer de nouvelles idées de chansons, Billie Joe Armstrong déménage seul à New York pour quelques semaines, louant un petit appartement à Manhattan, où il passe alors le plus clair de son temps à faire de longues promenades et à participer à des séances d'improvisation dans les sous-sol du Hi-Fi, un bar de Manhattan.
Au milieu de l'année 2003, Green Day finit par entrer en studio et enregistre une vingtaine de chansons au Studio 880 d'Oakland, pour un album qui doit alors s'intituler Cigarettes and Valentines,. Malheureusement, ces enregistrements sont volés et l'album ne sortira jamais. Les membres du groupe consultent alors leur producteur, Rob Cavallo, qui leur fait prendre conscience que le travail perdu n'est pas ce qu'ils ont fait de mieux. Le trio partage ce point de vue et, plutôt que de réenregistrer ces morceaux, décide de passer les trois mois suivants à écrire de nouvelles chansons.

### Enregistrement

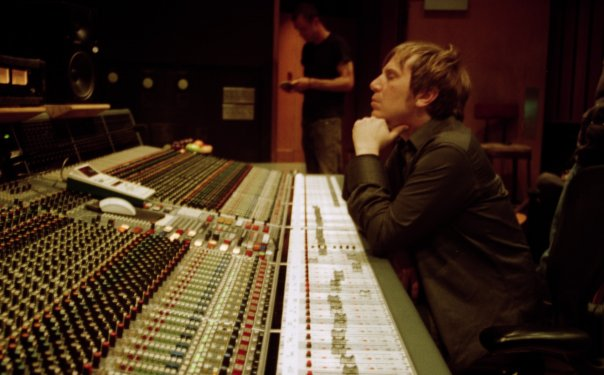
Green Day finit l'enregistrement aux Capitol Studios de Los Angeles.

La première chanson écrite est American Idiot, qui sert par la suite de premier single à l'album éponyme. Le bassiste Mike Dirnt enregistre ensuite seul un morceau de trente secondes. Armstrong puis le batteur Tré Cool décident de faire de même, le premier reconnaissant que « cela commençait à devenir sérieux au fur et à mesure que nous essayions de surpasser les deux autres ». Ces petits morceaux mis en association donnent naissance à une suite musicale de plus de neuf minutes, Homecoming. Le groupe écrit ensuite une autre suite musicale, Jesus of Suburbia, en s'inspirant des albums-concepts des Who et de comédies musicales comme West Side Story et Jesus Christ Superstar. Le trio décide alors d'orienter l'album vers un concept « d'opéra punk rock », Cavallo encourageant cette idée. Après avoir fini d'enregistrer les premières démos au Studio 880 d'Oakland, ils décident de continuer à travailler sur l'album à Los Angeles.
Green Day poursuit alors pendant cinq mois les enregistrements de l'album aux studios d'Ocean Way Recording, dans le quartier d'Hollywood, puis aux Capitol Studios,. Les chansons sont enregistrées en suivant l'ordre dans lequel elles apparaissent dans l'album. L'enregistrement de American Idiot se termine le 26 mars 2004. Le groupe admet avoir passé son temps à faire la fête lors des sessions de Los Angeles, Armstrong devant planifier ses enregistrements vocaux en fonction de ses gueules de bois. Il déclare à propos de cette atmosphère : « pour la première fois, nous nous sommes séparés de notre passé, de la façon dont nous devions nous comporter en tant que Green Day. Pour la première fois, nous avons pleinement accepté que nous étions des rock stars ».

### Sortie et promotion

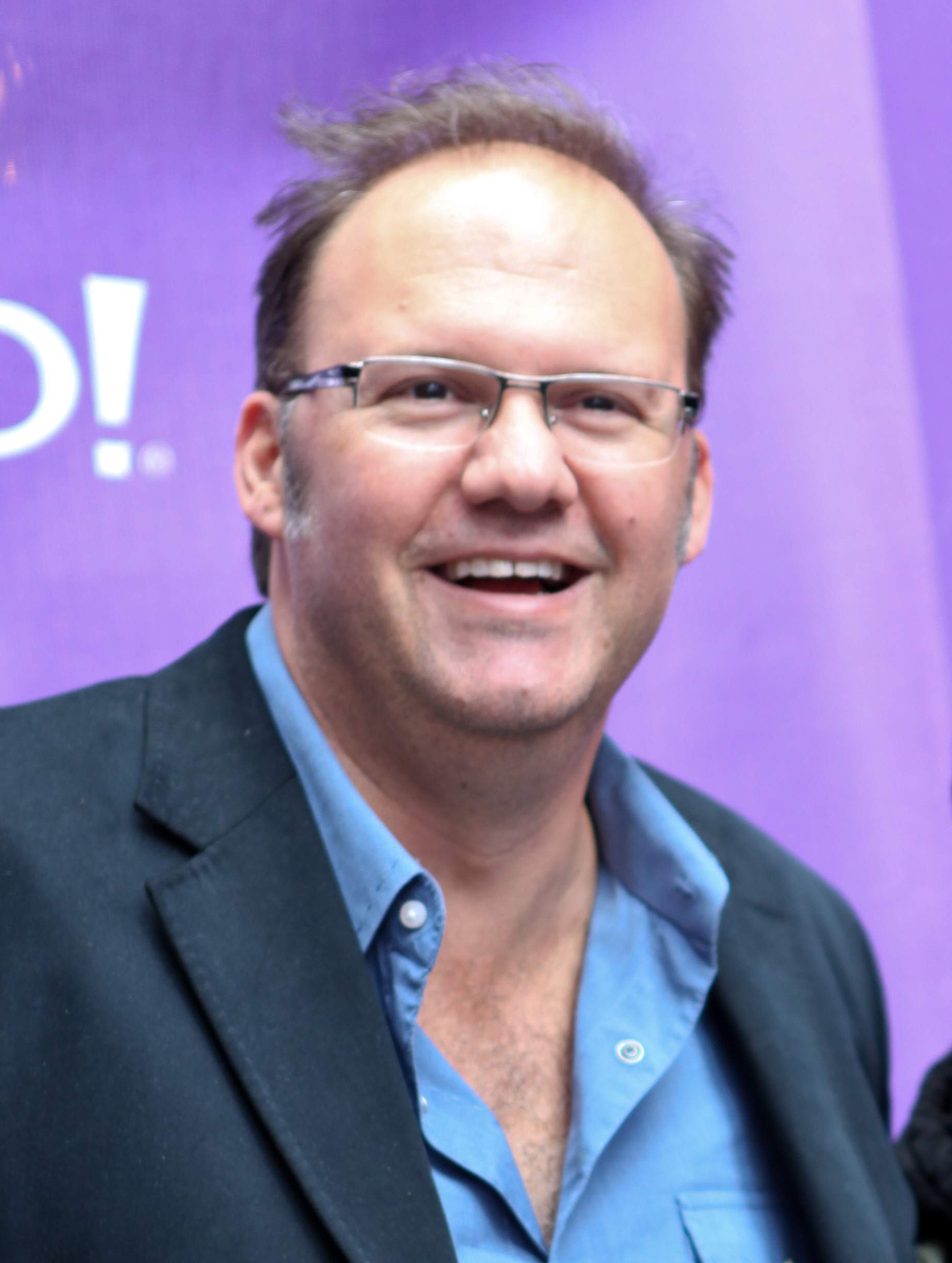
Rob Cavallo, coproducteur de l'album avec Green Day.

Le 14 septembre 2004, un peu moins de six mois après la fin de l'enregistrement de l'album, la chanson American Idiot sort en tant que premier single extrait de l'album. Elle pointe rapidement à la 61e place du classement Billboard Hot 100, récompensant les chansons les plus populaires aux États-Unis, toutes catégories musicales confondues. C'est alors la première chanson du groupe à entrer dans ce classement. Ce bon accueil commercial lance idéalement l'album, qui sort une semaine plus tard le 21 septembre 2004. American Idiot sort sur le label Reprise Records, le label du groupe depuis 1994 et son album Dookie. L'album est coproduit par Green Day et Rob Cavallo, également producteur du groupe depuis 1994. Il sort en format CD, cassette et double vinyle.
Le 29 novembre, le deuxième single de l'album est dévoilé, Boulevard of Broken Dreams. Cette chanson reçoit un excellent accueil commercial, meilleur que celui de American Idiot, se classant même à la 2e place du Billboard Hot 100. Holiday est ensuite choisie comme troisième single le 28 mars 2005. Devant le succès critique et commercial de l'album, deux nouveaux singles sont choisis, la ballade Wake Me Up When September Ends qui sort le 13 juin et la suite Jesus of Suburbia, publiée le 23 octobre, plus d'un an après la sortie de l'album. Le 3 novembre 2009, l'album est réédité sur format double vinyle et remastérisé par rapport à la version initiale.

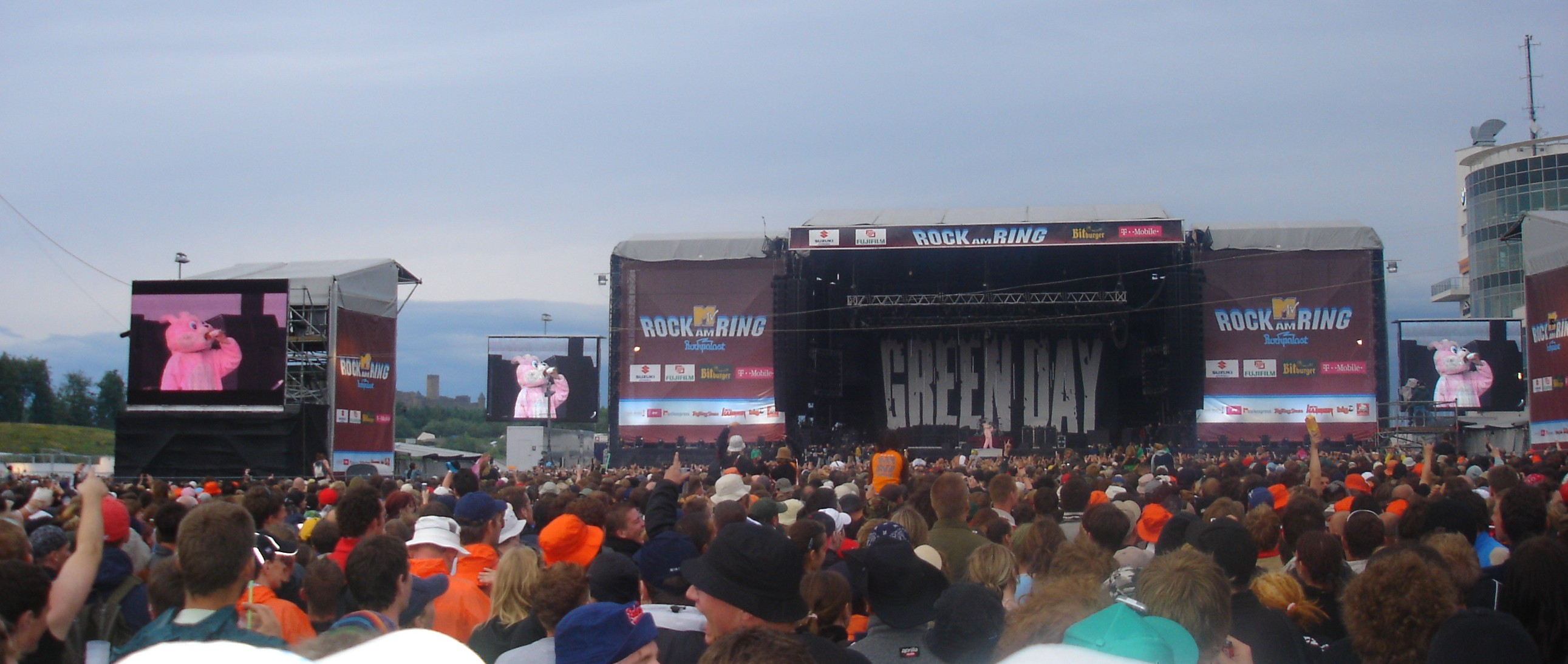
Scène de concert de Green Day en 2005 sur le American Idiot Tour.

Après quelques concerts estivaux en 2004, notamment aux Reading and Leeds Festivals où le groupe joue en avant-première le single American Idiot, Green Day part en tournée pour promouvoir l'album. La tournée American Idiot Tour compte cent vingt-sept dates réparties dans vingt pays différents, en Amérique du Nord, en Europe, en Océanie et au Japon. Elle commence le 16 septembre 2004 au Henry Fonda Theater de Los Angeles et se termine le 17 décembre 2005 au Telstra Dome de Melbourne,. Les chansons les plus jouées lors de la tournée sont American Idiot, Jesus of Suburbia, Holiday, St. Jimmy, Boulevard of Broken Dreams, Are We the Waiting et Wake Me Up When September Ends, chansons issues de l'album, auxquelles s'ajoutent celles des albums précédents du groupe, Longview, Minority, Basket Case, Brain Stew / Jaded, King for a Day, She, Hitchin' a Ride et Good Riddance (Time of Your Life), qui clôt les concerts, ainsi que les reprises de We Are the Champions de Queen, de Shout de The Isley Brothers et de Knowledge de Operation Ivy. Le groupe est accompagné sur la tournée par les musiciens Jason White (guitare solo et rythmique), Jason Freese (claviers, saxophone, trombone, guitare acoustique et accordéon), Ronnie Blake (trompette et percussions) et Mike Pelino (guitare rythmique).
Les 18 et 19 juin 2005, les deux concerts du groupe au National Bowl de Milton Keynes, ville nouvelle du Buckinghamshire en Angleterre, sont enregistrés et donnent naissance à l'album live Bullet in a Bible, qui sort le 15 novembre 2005. L'album contient une version live de sept des treize pistes de American Idiot.

## Caractéristiques artistiques

### Liste des chansons et versions
Toutes les paroles sont écrites par Billie Joe Armstrong sauf mention contraire, toute la musique est composée par Green Day.
| American Idiot | American Idiot | American Idiot | American Idiot | American Idiot | American Idiot | American Idiot | American Idiot | American Idiot | American Idiot |
| No             | Titre | Durée          |                |                |                |                |                |                |                |
| -------------- | --- | -------------- | -------------- | -------------- | -------------- | -------------- | -------------- | -------------- | -------------- |
| 1.             | American Idiot | 2:54           |                |                |                |                |                |                |                |
| 2.             | Jesus of Suburbia 0 I. Jesus of Suburbia 0 II. City of the Damned 0 III. I Don't Care 0 IV. Dearly Beloved 0 V. Tales of Another Broken Home                                                   | 9:08           |                |                |                |                |                |                |                |
| 3.             | Holiday | 3:52           |                |                |                |                |                |                |                |
| 4.             | Boulevard of Broken Dreams | 4:20           |                |                |                |                |                |                |                |
| 5.             | Are We the Waiting | 2:42           |                |                |                |                |                |                |                |
| 6.             | St. Jimmy | 2:56           |                |                |                |                |                |                |                |
| 7.             | Give Me Novacaine | 3:25           |                |                |                |                |                |                |                |
| 8.             | She's a Rebel | 2:00           |                |                |                |                |                |                |                |
| 9.             | Extraordinary Girl | 3:34           |                |                |                |                |                |                |                |
| 10.            | Letterbomb | 4:06           |                |                |                |                |                |                |                |
| 11.            | Wake Me Up When September Ends | 4:45           |                |                |                |                |                |                |                |
| 12.            | Homecoming 0 I. The Death of St. Jimmy 0 II. East 12th St. 0 III. Nobody Likes You (paroles par Mike Dirnt) 0 IV. Rock and Roll Girlfriend (paroles par Tré Cool) 0 V. We're Coming Home Again | 9:18           |                |                |                |                |                |                |                |
| 13.            | Whatsername | 4:12           |                |                |                |                |                |                |                |
| 57:12          | |                |                |                |                |                |                |                |                |

L'album en format CD contient treize pistes, dont onze contiennent une seule chanson et deux, Jesus of Suburbia et Homecoming, qui sont divisées en cinq parties et qui durent plus de neuf minutes. Certaines versions, notamment numériques, comportent neuf pistes, quatre d'entre elles comprenant deux titres : Holiday/Boulevard of Broken Dreams, Are We the Waiting/St. Jimmy, Give Me Novacaine/She's a Rebel et Extraordinary Girl/Letterbomb. C'est aussi le cas sur la version Deluxe iTunes.
Comme pour l'ensemble des albums de Green Day, la musique est créditée aux trois membres du groupe, tandis que les paroles le sont au chanteur et guitariste Billie Joe Armstrong, à l'exception de Nobody Likes You, écrite par le bassiste Mike Dirnt, et Rock and Roll Girlfriend, écrite par le batteur Tré Cool.
American Idiot sort aussi en version limitée, avec les mêmes chansons, mais avec un livre de 52 pages sur l'album. Il sort aussi en format cassette audio et en double disque vinyle, avec les mêmes chansons mais avec des numérotations différentes de par la nature des formats. En 2005, un an après la sortie de l'album, une nouvelle version CD sort avec en plus de la version originale, un DVD contenant les making-of des clips de Boulevard of Broken Dreams et de Holiday et les clips de ces deux chansons.
L'album sort aussi dans une version différente au Japon avec Favorite Son en chanson bonus sur la quatorzième piste, éditée pour la première fois en 2004 sur la compilation Rock Against Bush, Vol. 2. Une deuxième version est sortie au Japon en 2005 avec en plus du CD contenant les quatorze chansons, un deuxième CD où figurent six chansons issues de l'album et jouées lors d'un concert à Tokyo le 19 mars 2005,. Les chansons Too Much Too Soon, Governator et Shoplifter sont en plus disponibles en téléchargement sur  la plate-forme iTunes. Ces trois chansons ont été enregistrées en même temps que l'album et se retrouvent sur les versions des singles de la chanson American Idiot. Elles peuvent donc être considérées comme les trois faces B de l'album.
| A1. | American Idiot                 |  |
| A2. | Jesus of Suburbia              |  |
| B1. | Holiday                        |  |
| B2. | Boulevard of Broken Dreams     |  |
| B3. | Are We the Waiting             |  |
| B4. | St. Jimmy                      |  |
| C1. | Give Me Novacaine              |  |
| C2. | She's a Rebel                  |  |
| C3. | Extraordinary Girl             |  |
| C4. | Letterbomb                     |  |
| C5. | Wake Me Up When September Ends |  |
| D1. | Homecoming                     |  |
| D2. | Whatsername                    |  |

| A1. | American Idiot                 |  |
| A2. | Jesus of Suburbia              |  |
| A3. | Holiday                        |  |
| A4. | Boulevard of Broken Dreams     |  |
| A5. | Are We the Waiting             |  |
| A6. | St. Jimmy                      |  |
| B1. | Give Me Novacaine              |  |
| B2. | She's a Rebel                  |  |
| B3. | Extraordinary Girl             |  |
| B4. | Letterbomb                     |  |
| B5. | Wake Me Up When September Ends |  |
| B6. | Homecoming                     |  |
| B7. | Whatsername                    |  |

| Édition deluxe iTunes | Édition deluxe iTunes | Édition deluxe iTunes | Édition deluxe iTunes | Édition deluxe iTunes | Édition deluxe iTunes | Édition deluxe iTunes | Édition deluxe iTunes | Édition deluxe iTunes | Édition deluxe iTunes |
| No                    | Titre                 | Durée                 |                       |                       |                       |                       |                       |                       |                       |
| --------------------- | --------------------- | --------------------- | --------------------- | --------------------- | --------------------- | --------------------- | --------------------- | --------------------- | --------------------- |
| 14.                   | Too Much Too Soon     | 3:30                  |                       |                       |                       |                       |                       |                       |                       |
| 15.                   | Shoplifter            | 1:50                  |                       |                       |                       |                       |                       |                       |                       |
| 16.                   | Governator            | 2:31                  |                       |                       |                       |                       |                       |                       |                       |
| 65:03                 |                       |                       |                       |                       |                       |                       |                       |                       |                       |

| Édition japonaise | Édition japonaise | Édition japonaise | Édition japonaise | Édition japonaise | Édition japonaise | Édition japonaise | Édition japonaise | Édition japonaise | Édition japonaise |
| No                | Titre             | Durée             |                   |                   |                   |                   |                   |                   |                   |
| ----------------- | ----------------- | ----------------- | ----------------- | ----------------- | ----------------- | ----------------- | ----------------- | ----------------- | ----------------- |
| 14.               | Favorite Son      | 2:06              |                   |                   |                   |                   |                   |                   |                   |
| 59:18             |                   |                   |                   |                   |                   |                   |                   |                   |                   |

| 1. | American Idiot | 4:17 |
| 2. | Jesus of Suburbia 0 I. Jesus of Suburbia 0 II. City of the Damned 0 III. I Don't Care 0 IV. Dearly Beloved 0 V. Tales of Another Broken Home | 9:22 |
| 3. | Holiday | 4:33 |
| 4. | Are We the Waiting | 3:18 |
| 5. | St. Jimmy | 2:57 |
| 6. | Boulevard of Broken Dreams | 4:41 |

### Style graphique

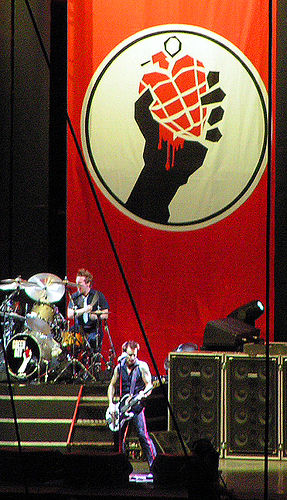
Concert de Green Day le 1 septembre 2005 au Giants Stadium.

Après l'enregistrement de l'album, le groupe décide que son style graphique a besoin de refléter les thèmes de celui-ci. Armstrong déclare à ce propos : « nous voulions être à plein régime sur tout, de l'esthétisme de la musique à son apparence ». Green Day puise alors son inspiration dans une affiche de la propagande communiste chinoise que le groupe voit dans une galerie d'art à Melrose Avenue à Los Angeles. L'artiste Chris Bilheimer est alors engagé pour dessiner la pochette de l'album. Il avait déjà créé les pochettes de deux enregistrements de Green Day, à savoir l'album Nimrod sorti en 1997 et la compilation International Superhits! publiée en 2001. Le groupe vise pour la couverture qu'elle soit « à la fois uniforme et puissante ». Après avoir écouté le nouvel enregistrement, Bilheimer prend note des paroles « And she's holding on my heart like a hand grenade » (et elle s'accroche à mon cœur comme une grenade à main) de la chanson She's a Rebel. Influencé par l'affiche du film de 1955 L'Homme au bras d'or, conçue par le graphiste américain Saul Bass, Bilheimer dessine un bras tendu tenant une grenade rouge en forme de cœur. Même s'il considère que le rouge est la couleur la plus galvaudée dans le graphisme, il estime que les qualités immédiates de cette couleur font qu'elle est appropriée pour cette pochette, expliquant « Je suis sûr qu'il y a des théories psychédéliques sur le fait que ce soit la même couleur que celle du sang, et donc qu'elle a des pouvoirs de vie ou de mort … Et en tant que designer, j'ai toujours ressenti ça comme une sorte de faux-fuyant, donc je ne l'avais jamais utilisée auparavant. Mais il n'y avait aucune raison qu'on ne le fasse pas sur cette pochette ».
La pochette de l'album est de trois couleurs différentes : noir, blanc et rouge. Sur fond noir, Green Day est écrit en lettres capitales blanches en haut à gauche, le nom du groupe prenant le quart de la pochette. En dessous est inscrit en rouge le nom de l'album, american idiot, sans majuscule sur les deux mots. Sur la moitié droite de la pochette figure le dessin créé par Chris Bilheimer, avec un avant-bras et une main gauche de couleur blanche tenant une grenade saignante rouge et noir en forme de cœur, avec une goupille blanche. Le dos de la pochette a aussi un fond noir. Les noms des chansons sont inscrits dessus en blanc avec le numéro des pistes en rouge. La goupille de la grenade de la pochette se trouve sur le coin inférieur droit. Le livret de l'album contient une reproduction des textes des chansons écrits de la main d'Armstrong sur des feuilles de papier. Il n'y a aucune photo des membres du groupe dans ce livret.
Cette pochette fait grand bruit au moment de sa diffusion, intervenant deux mois avant l'élection présidentielle américaine de 2004, car elle est alors interprétée comme une contestation de la guerre d'Irak, débutée le 20 mars 2003 et voulue par le président républicain de l'époque, George W. Bush. Green Day entend par cette pochette lutter à sa façon contre une réélection de George W. Bush, qui se présente lors de cette élection pour un second mandat. Il est cependant réélu lors de celle-ci, battant le candidat démocrate John Kerry.

### Thèmes et composition
American Idiot est un album-concept qui suit l'histoire d'un jeune homme nommé Jesus of Suburbia, un antihéros créé par Armstrong qui doit choisir entre trouver ce en quoi il croit et se battre pour, et l'auto-destruction. Il vit à une époque où les médias sont corrompus et où des politiciens véreux occupent le devant de la scène. Frustré par sa vie et par ce qui se passe autour de lui, il décide de quitter sa banlieue natale, qu'il en est venu à haïr, pour aller en ville à la recherche d'une vie meilleure (Jesus of Suburbia). Après avoir vécu dans la rue pendant un moment, il se sent seul et continue à perdre espoir (Boulevard of Broken Dreams). Il rencontre alors deux compagnons d'infortune : un personnage nommé St. Jimmy, combattant de la liberté punk rock (St.Jimmy) et une fille, Whatsername, dont il tombe éperdument amoureux (She's a Rebel), Whatsername étant inspirée de la chanson Rebel Girl de Bikini Kill. Alors que la vie de Jesus of Suburbia commence à s'améliorer, St.Jimmy se suicide (The Death of St. Jimmy), tandis que Whatsername retourne dans la ville d'où elle vient, le laissant seul. Constatant qu'il n'a pas trouvé une vie meilleure en ville, il retourne dans sa banlieue à la recherche d'un travail et d'une vie plus normale (Homecoming). Après ce retour chez lui, il repense à ces moments passés en ville, où il a rencontré l'intolérance (Holiday), la drogue (Give Me Novacaine), la solitude (Boulevard of Broken Dreams) et le sexe (Extraordinary Girl), et se demande ce qu'est devenue Whatsername, au lieu d'essayer de l'oublier (Whatsername).

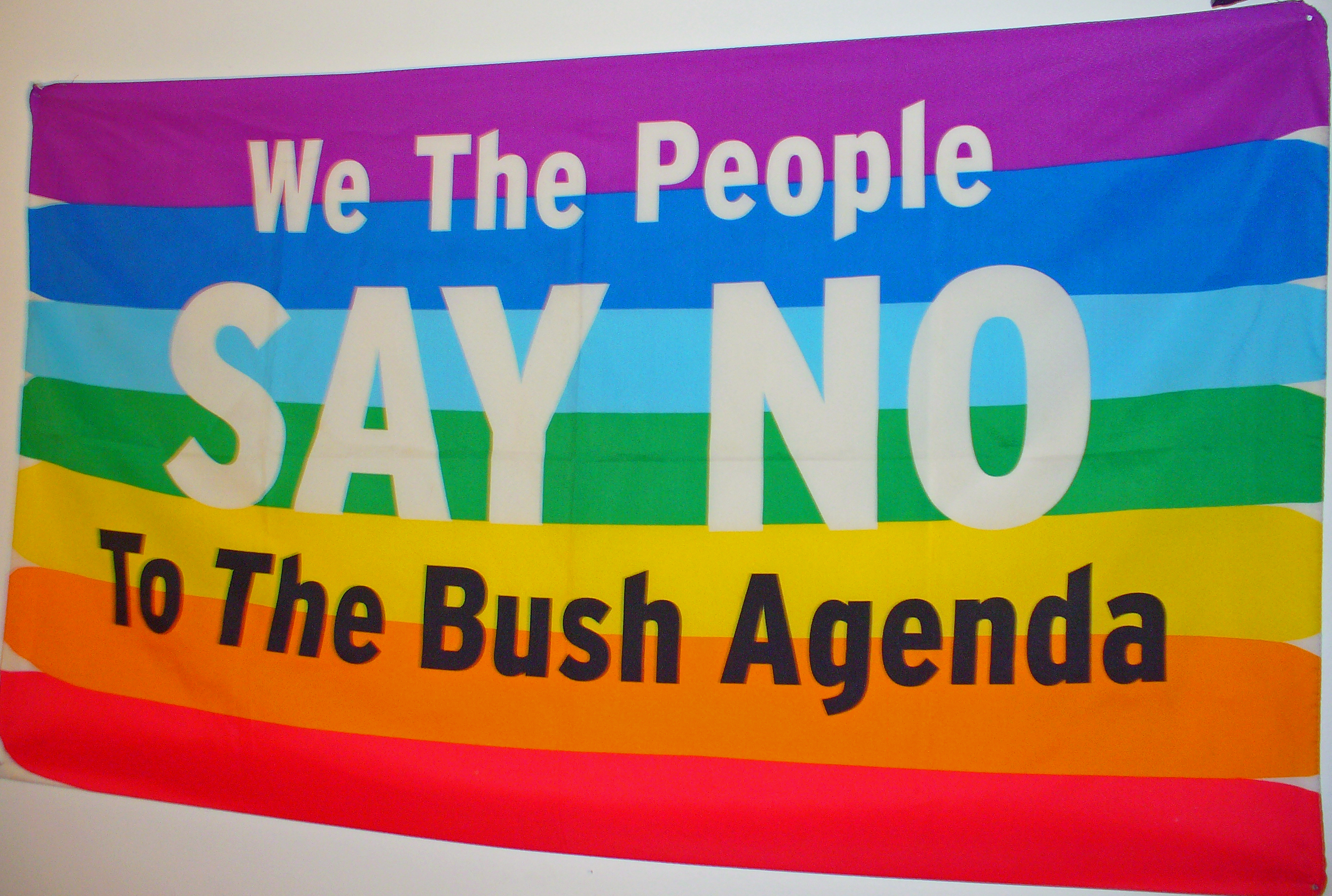
L'album critique la politique du président des États-Unis de l'époque, George W. Bush.

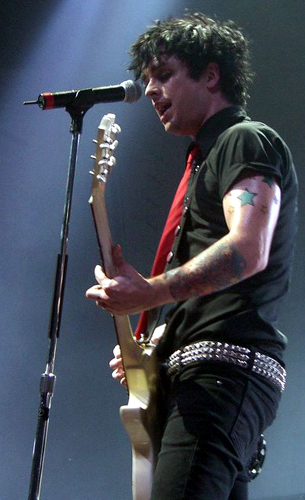
Billie Joe Armstrong en concert à Cardiff en 2005.

Bien que des questions politiques soient abordées, comme le ressentiment de Green Day envers la politique de George W. Bush (American Idiot, Holiday), le thème principal de l'album est la nature de la rébellion. Les deux personnages que Jesus of Suburbia rencontre au cours de son périple, St. Jimmy et Whatsername, illustrent l'opposition entre la rage et l'amour, Armstrong expliquant à ce propos que « vous pouvez suivre la voie de la rébellion aveugle et de l'auto-destruction, qui est celle suivie par St. Jimmy, mais vous pouvez aussi suivre vos croyances et votre éthique personnelle en étant plus guidé par l'amour, et c'est la voie que veut véritablement prendre Jesus of Suburbia ». Le suicide de St. Jimmy est ainsi une allégorie de la partie de lui-même qui finit par disparaître, au profit de la partie de l'éthique personnelle, personnifiée par Whatsername.
American Idiot débute par la chanson éponyme, un morceau pop punk articulé au tour d'un riff rapide et énergique présent dès les premières secondes de la chanson. Celle-ci fait référence à l'opinion du groupe sur la politique américaine de l'époque, sur l'emprise des médias sur l'opinion publique, et émet le souhait de ne pas voir les Américains devenir des idiots dirigés par un président stupide et une nation détestée sur le plan international. Cette première chanson est une vue générale des thèmes de contestation et de rébellion prônés par l'album et sert d'introduction à l'histoire de Jesus of Suburbia. Le personnage est présenté dans une suite de plus de neuf minutes, Jesus of Suburbia, découpée en cinq parties. Il se présente dans la première partie, se décrivant comme « le fils de la rage et de l'amour », puis exprime son opinion pessimiste sur sa banlieue et le monde qui l'entoure dans City of the Damned et I Don't Care. Dans la partie Dearly Beloved, Jesus of Suburbia exprime sa fatigue d'être seul et de se sentir abandonné, puis dans la dernière partie, Tales of Another Broken Home, il se rend compte qu'il ne fait qu'exister, et non vivre, et décide de s'enfuir en ville commencer une nouvelle vie. La troisième chanson de l'album, Holiday, ressemble dans sa composition à American Idiot, étant aussi une chanson basée sur un riff rapide d'introduction à la guitare. Elle fait d'ailleurs écho à American Idiot dans ses paroles, étant la deuxième chanson de l'album à critiquer ouvertement la politique américaine de l'époque. Armstrong y exprime son inquiétude à propos des répercussions de la politique extérieure de George W. Bush, notamment sur la guerre d'Irak commencée en 2003 et déplore les victimes de ce conflit, que ce soit les soldats ou les victimes d'attaques terroristes. L'histoire évolue peu du côté de Jesus of Suburbia. Il se sent libre, comme en vacances, à l'idée de commencer une nouvelle vie, d'où le titre de la chanson.
Boulevard of Broken Dreams, une chanson plus calme et plus lente que les trois précédentes, poursuit l'album. Elle commence avec Armstrong chantant sur une guitare acoustique, et suit la même progression d'accords que le classique Wonderwall du groupe britannique Oasis, ce qui vaut à Green Day des critiques de la part du chanteur du groupe, Noel Gallagher. Jesus of Suburbia se rend à l'évidence que son sentiment de liberté est fini et qu'il doit faire face à la solitude, aux rues vides de la ville et à l'abandon. Son rêve de la ville avec ses néons et ses gratte-ciel s'effondre, et il finit par accepter dans Are We the Waiting qu'il doit passer outre sa frustration et cette vision pour être accepté par celle-ci. Cette chanson, du même style musical que celui de Boulevard of Broken Dreams, peut aussi être interprétée comme le reflet de la frustration d'Armstrong envers la situation du monde. L'album se poursuit par la sixième chanson, St. Jimmy, punk rock dans son introduction et chantée par Armstrong sur une guitare électrique jouée en palm mute. Ce style rapide et rude amène le passage où Jesus of Suburbia fait la connaissance de son alter ego St. Jimmy. St. Jimmy représente la partie contestataire et destructrice de Jesus of Suburbia : un rebelle au sang-froid, impressionnant et auto-suffisant, le genre de personne qu'il n'a jamais été. Cette nouvelle vie s'exprime dans Give Me Novacaine, dont les couplets font intervenir des guitares acoustiques, où Jesus of Suburbia expérimente la drogue et fait ce que lui dit de faire St. Jimmy. Give Me Novacaine aborde par ailleurs le thème de la téléréalité.

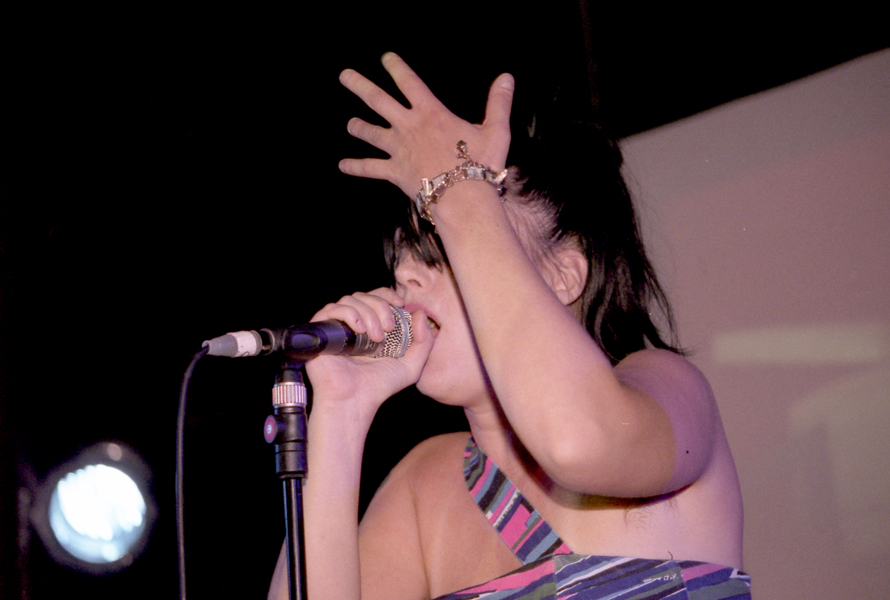
Kathleen Hanna prête sa voix sur Letterbomb.

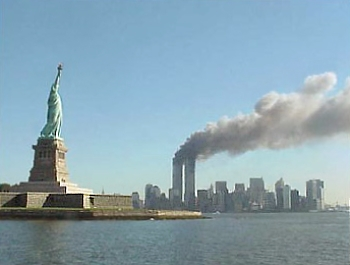
Wake Me Up When September Ends fait référence aux attentats du 11 septembre 2001.

Dans la huitième chanson de l'album, She's a Rebel, dont une phrase des paroles inspire la pochette de l'album, le personnage central fait la connaissance d'une jeune femme sans nom dont il tombe amoureux, Whatsername. De par son attitude rebelle et justicière, elle représente tout ce qu'il souhaite, lui donne l'espoir d'une vie meilleure et il décide alors d'essayer de lui ressembler. La chanson peut aussi être interprétée avec She représentant les États-Unis. Leur relation est approfondie dans Extraordinary Girl, qui traite de la difficulté d'entretenir une relation amoureuse face à la routine de tous les jours. Jesus of Suburbia commence dans cette chanson à se détacher de St. Jimmy. La dixième chanson de l'album, Letterbomb, commence avec un chant a cappella de la musicienne américaine Kathleen Hanna, voix de Whatsername, qui dresse le constat selon lequel tout s'écroule autour de Jesus of Suburbia. Son allure de rebelle est fausse, tout comme la vie en ville basée sur le mensonge et l'apparence. Tout cela amène Whatsername à quitter la ville et à le laisser derrière elle. La chanson suivante, Wake Me Up When September Ends, est la plus détachée de l'album vis-à-vis de l'histoire de Jesus of Suburbia. Cette chanson, très calme dans son introduction, où seuls des arpèges joués à la guitare acoustique accompagnent le chant d'Armstrong, fait en premier lieu référence au décès de son père en septembre 1982 alors qu'il n'avait que 10 ans. Cependant, le mois de septembre, ainsi que le numéro de piste de la chanson, le 11, font aussi référence aux attentats du 11 septembre 2001 survenus aux États-Unis. Le clip de la chanson montre d'ailleurs un jeune couple séparé à cause d'une intervention militaire en Moyen-Orient.
L'histoire reprend son cours dans Homecoming, une autre suite de cinq morceaux de plus de neuf minutes, où deux parties sont chantées par Mike Dirnt et Tré Cool. La chanson commence par la mort de St. Jimmy, dont Jesus of Suburbia finit par accepter qu'il n'est pas son idéal. Il fait son introspection, accepte que cette vie en ville faite de faux-semblants n'est pas pour lui et décide de rentrer chez lui dans sa banlieue. La partie Rock and Roll Girlfriend est à part dans la suite et est une sorte de petite autobiographie de Tré Cool. L'album se clôture sur Whatsername. Cette chanson ne donne pas de fin précise à l'histoire et on ne sait pas exactement ce qui arrive à Jesus of Suburbia lors de son retour chez lui. Il se remémore tous ces événements passés en appelant Whatsername de cette manière car ces moments sont désormais loin de lui et il n'est plus capable de se rappeler son vrai prénom.

## Accueil

### Critiques
American Idiot recueille, dans l'ensemble, de très bonnes critiques, obtenant un score de 79⁄100 sur la base de vingt-six critiques collectées sur le site Metacritic. Stephen Erlewine, d'AllMusic, lui donne la note maximale de 5 étoiles sur 5, évoquant « une sorte de chef-d'œuvre qui est l'un des rares, si ce n'est le seul, album de l'année à transmettre ce que l'on ressent à vivre dans cette Amérique étrange et déconcertante du début des années 2000 » et qui, « comme tous les grands albums-concepts, fonctionne sur plusieurs niveaux d'écoute différents ». Le site IGN lui attribue également la plus haute note, 10/10, en avertissant que « vous allez émerger de votre expérience avec American Idiot physiquement fatigué, émotionnellement épuisé, et, c'est bien possible, changé pour toujours ». Johnny Leftus, de Pitchfork, lui donne la note de 7,2/10, écrivant que c'est l'album « le plus ambitieux » du groupe et qu'Armstrong, même s'il « ne sera jamais un magicien des mots ou de la mélodie », « appréhende de façon lyrique » les problèmes culturels et politiques des États-Unis. Rob Sheffield, de la revue américaine Rolling Stone, lui donne 3,5 étoiles sur 5, notant que « contre toute attente, Green Day a trouvé un moyen d'atteindre la trentaine sans trahir son esprit d'origine » et que, mis à part Homecoming, c'est un bon album avec une « saveur émotionnelle » dans sa description « du déclin et de la chute du rêve américain ». Sal Cinquemani, de Slant Magazine, lui donne 4 étoiles sur 5, mettant en avant le fait que Green Day « a ressuscité l'opéra-rock » et « a réussi à créer un document à la fois musical et politique qui devrait rester pertinent pendant des années ». David Browne, d'Entertainment Weekly, lui donne la note de B+, notant que « comme cela arrive souvent sur les albums concepts, l'album s'appuie plus sur les paroles que sur la musique et que certaines chansons sont donc peu mémorables » mais que Green Day « jette de la boue à la face du complexe militaro-industriel américain […] sans perdre pour autant [son] humour de sale garnement et [ses] accords puissants ».
Parmi les critiques francophones, Christophe Deniau, de Music Story, donne aussi une très bonne note, 4,5 étoiles sur 5, soulignant que ce « disque particulièrement ambitieux […] réussit cet exercice difficile d’associer succès public, exigence musicale et créativité » et que « ce disque inspiré et énervé est en symbiose avec le sujet traité ». Sur le site albumrock, le journaliste attribue 4 étoiles sur 5, en notifiant que « les tubes Holiday et Boulevard Of Broken Dreams se révèlent d'une redoutable efficacité mélodique », qu'« on retrouve sur ce disque de petites perles teigneuses à souhait, comme l'introductif et truculent American Idiot, le bulldozer St. Jimmy, le catchy et trépidant She's A Rebel ou encore le furieux Letterbomb » et soulignant « la jolie power ballade Wake Me Up When September Ends ». Jean-Baptiste Dupin, des Inrockuptibles, estime que « pendant près d’une heure, l’agilité mélodique de Green Day fait merveille » avec cet album « cohérent et fluide » et que « s’éloignant quelque peu du style qui a fait sa gloire, Green Day élargit sa palette […] avec un rock sensible, bien charpenté ».
Certaines critiques sont plus nuancées, comme celle de Mike Diver, de Drowned in Sound, qui donne à American Idiot la note de 6/10, évoquant un album « assez prévisible » mais « raisonnablement réussi » et comportant quelques titres « excellents » comme Holiday et St. Jimmy. Dorian Lynskey, du quotidien britannique The Guardian, lui donne 3 étoiles sur 5, commentant qu'entre le meilleur (Jesus of Suburbia) et le pire (Homecoming), l'album est « désordonné, mais d'un désordre vif, clinquant et même courageux ». Robert Christgau, critique musical américain, juge l'album négativement, lui attribuant la note de C+. Il trouve que « le cœur saignant se soulève comme s'il allait exploser, seulement il ne le fait pas, parce qu'il n'y a pas ce qu'il faut pour tirer la goupille ».
Sur la base des critiques collectées sur le site Metacritic, American Idiot reçoit un meilleur accueil que son prédécesseur Warning:, qui a recueilli un score de 72⁄100, et que son successeur 21st Century Breakdown, sorti en 2009 et qui obtient la note de 70⁄100.

### Succès commercial
American Idiot atteint les premières places des classements musicaux basés sur les ventes d'albums dans de nombreux pays à travers le monde. Il se place à la première position dans dix-neuf pays, dont le Royaume-Uni et les États-Unis, où il atteint cette position dans le prestigieux Billboard 200 la semaine du 9 octobre 2004 en détrônant l'album Suit du rappeur Nelly,. Les ventes de l'album sont estimées à plus 20 millions d'exemplaires, dont plus de 6 millions aux États-Unis, soit le 10e le plus vendu sur la période allant de 2002 à 2012.
American Idiot est le premier album de Green Day à atteindre la première place du Billboard 200, leurs prédécesseurs Dookie et Insomniac n'ayant fait mieux qu'une deuxième position dans ce classement. Ces bons chiffres de ventes permettent à l'album d'obtenir plusieurs certifications. Il récolte ainsi six disques de platine aux États-Unis, sept disques de platine au Royaume-Uni avec plus de 2,1 million d'albums vendus, sept disques d'or en Allemagne avec plus de 700 000 albums vendus, six disques de platine en Australie avec plus de 420 000 albums vendus, six disques de platine au Canada avec plus de 600 000 albums vendus et un disque de platine en France avec plus de 100 000 albums vendus.
Les cinq singles extraits de l'album ont aussi connu de bonnes performances de ventes, se positionnant à plusieurs reprises dans les cinquante premières places des classements musicaux de ventes de singles dans de nombreux pays. La chanson ayant reçu le meilleur accueil commercial est Boulevard of Broken Dreams, suivie de Wake Me Up When September Ends et de American Idiot,,,,. Ces trois singles se sont d'ailleurs classés au Canada à la première place du Canadian Hot 100 publié par le magazine Billboard. Les quatre premiers singles extraits de l'album, American Idiot, Boulevard of Broken Dreams, Holiday et Wake Me Up When September Ends, sont tous disques de platine aux États-Unis, et même double disque de platine pour Boulevard of Broken Dreams.

### Classements et certifications
| Classement musical                           | Meilleure position |
| -------------------------------------------- | ------------------ |
| Allemagne (Media Control AG)                 | 3                  |
| Australie (ARIA)                             | 1                  |
| Autriche (Ö3 Austria Top 40)                 | 1                  |
| Belgique (Flandre Ultratop)                  | 6                  |
| Belgique (Wallonie Ultratop)                 | 8                  |
| Canada (Canadian Albums Chart)               | 1                  |
| Danemark (Tracklisten)                       | 4                  |
| Espagne (Promusicae)                         | 22                 |
| États-Unis (Billboard 200)                   | 1                  |
| Finlande (Suomen virallinen lista)           | 2                  |
| France (SNEP)                                | 4                  |
| Grèce (IFPI Greece)                          | 7                  |
| Italie (FIMI)                                | 5                  |
| Japon (Oricon)                               | 3                  |
| Norvège (VG-lista)                           | 1                  |
| Nouvelle-Zélande (RIANZ)                     | 2                  |
| Pays-Bas (Mega Album Top 100)                | 4                  |
| Portugal (Associação Fonográfica Portuguesa) | 15                 |
| Royaume-Uni (UK Albums Chart)                | 1                  |
| Royaume-Uni (Rock & Metal Albums)            | 1                  |
| Suède (Sverigetopplistan)                    | 1                  |
| Suisse (Schweizer Hitparade)                 | 1                  |

| Pays             | Ventes      | Certifications |
| ---------------- | ----------- | -------------- |
| Allemagne        | 700 000 +   | 7 × Or         |
| Argentine        | 80 000 +    | 2 × Platine    |
| Australie        | 420 000 +   | 6 × Platine    |
| Autriche         | 40 000 +    | 2 × Platine    |
| Belgique         | 30 000 +    | Platine        |
| Brésil           | 50 000 +    | Or             |
| Canada           | 600 000 +   | 6 × Platine    |
| Danemark         | 80 000      | 2 × Platine    |
| États-Unis       | 6 000 000 + | 6 × Platine    |
| Finlande         | 20 000 +    | Or             |
| France           | 200 000 +   | Platine        |
| Irlande          | 120 000 +   | 8 × Platine    |
| Italie           | 100 000 +   | Platine        |
| Japon            | 500 000 +   | 2 × Platine    |
| Mexique          | 100 000 +   | Platine        |
| Nouvelle-Zélande | 60 000 +    | 4 × Platine    |
| Pays-Bas         | 40 000 +    | Or             |
| Royaume-Uni      | 2 100 000 + | 7 × Platine    |
| Suède            | 60 000 +    | Platine        |
| Suisse           | 80 000 +    | 2 × Platine    |

### Distinctions
American Idiot est nommé dans plusieurs cérémonies de récompenses musicales à travers le monde en 2005 et 2006. Aux États-Unis, l'album reçoit en 2005 le prix du Meilleur album rock aux Grammy Awards, la plus importante cérémonie américaine dans le domaine de la musique, devant The Delivery Man d'Elvis Costello and the Imposters, The Reason d'Hoobastank, Hot Fuss de The Killers et Contraband de Velvet Revolver. Il est aussi nommé au prix du Meilleur album de l'année mais est battu par Genius Loves Company de Ray Charles. Aux American Music Awards, le principal concurrent des Grammy Awards avec les Billboard Music Awards, American Idiot remporte le prix du Meilleur album pop/rock. Il obtient finalement plus de quatre prix du Meilleur album de l'année : à la cérémonie canadienne des Prix Juno, à celle des Brit Awards, l'équivalent britannique des Grammy Awards, à celle des MTV Europe Music Awards, basée sur le vote des téléspectateurs, et à celle des Japan Gold Disc Awards.
Concernant les chansons de l'album, Boulevard of Broken Dreams remporte le MTV Video Music Award de la vidéo de l'année en 2005 ainsi que le Grammy Award de l'enregistrement de l'année en 2006.
| Cérémonie               | Pays        | Prix                                                         | Année | Résultat   |
| ----------------------- | ----------- | ------------------------------------------------------------ | ----- | ---------- |
| American Music Awards   | États-Unis  | Meilleur album pop/rock                                      | 2005  | Lauréat    |
| Brit Awards             | Royaume-Uni | Meilleur album international                                 | 2006  | Lauréat    |
| Grammy Awards           | États-Unis  | Meilleur album rock                                          | 2005  | Lauréat    |
| Japan Gold Disc Awards  | Japon       | Les 10 meilleurs albums internationaux rock & pop de l'année | 2005  | Lauréat    |
| Prix Juno               | Canada      | Meilleur album international de l'année                      | 2005  | Lauréat    |
| MTV Europe Music Awards | Europe      | Meilleur album                                               | 2005  | Lauréat    |
| Billboard Music Awards  | États-Unis  | Album de l'année                                             | 2005  | Nomination |
| Grammy Awards           | États-Unis  | Album de l'année                                             | 2005  | Nomination |
| NME Awards              | États-Unis  | Meilleur album                                               | 2005  | Nomination |
| Teen Choice Awards      | États-Unis  | Album de musique                                             | 2005  | Nomination |

L'album figure sur de nombreux classements de magazines spécialisés dans les listes des meilleurs albums de la décennie ou de tous les temps. La rédaction du magazine Rolling Stone classe l'album à la 22e place de sa liste des « 100 meilleurs albums des années 2000 », tandis que les lecteurs du magazine le classent à la première place. Le magazine britannique Kerrang! est le plus élogieux, classant l'album en 2006 comme le 13e meilleur de tous les temps.
Les chansons American Idiot et Boulevard of Broken Dreams sont quant à elles classées respectivement par Rolling Stone aux 47e et 65e places de sa « liste des 100 meilleures chansons des années 2000 ».
| Publieur             | Pays        | Classement                                                  | Année | Position |
| -------------------- | ----------- | ----------------------------------------------------------- | ----- | -------- |
| NARM                 | États-Unis  | Les 200 meilleurs albums de tous les temps                  |       | 61       |
| Rolling Stone        | États-Unis  | Les 100 meilleurs albums de la décennie                     | 2009  | 22       |
| Rolling Stone        | États-Unis  | Les 100 meilleurs albums de la décennie, choix des lecteurs |       | 1        |
| Rolling Stone        | États-Unis  | Les 500 meilleurs albums de tous les temps                  | 2012  | 225      |
| Kerrang!             | Royaume-Uni | Les 100 meilleurs albums rock de tous les temps             | 2006  | 13       |
| NME                  | États-Unis  | Les 100 meilleurs albums de la décennie                     | 2009  | 60       |
| NPR                  | États-Unis  | Les 50 enregistrements les plus importants de la décennie   | 2009  | *        |
| Robert Dimery        | États-Unis  | Les 1001 albums qu'il faut avoir écoutés dans sa vie        | 2006  | *        |
| Rhapsody             | États-Unis  | Les 100 meilleurs albums pop de la décennie                 | 2009  | 6        |
| Entertainment Weekly | États-Unis  | Les 100 meilleurs albums de 1983 à 2008                     | 2007  | 6        |
| IGN                  | États-Unis  | Les 25 meilleurs albums rock de la dernière décennie        | 2011  | *        |

## Adaptations

### Comédie musicale

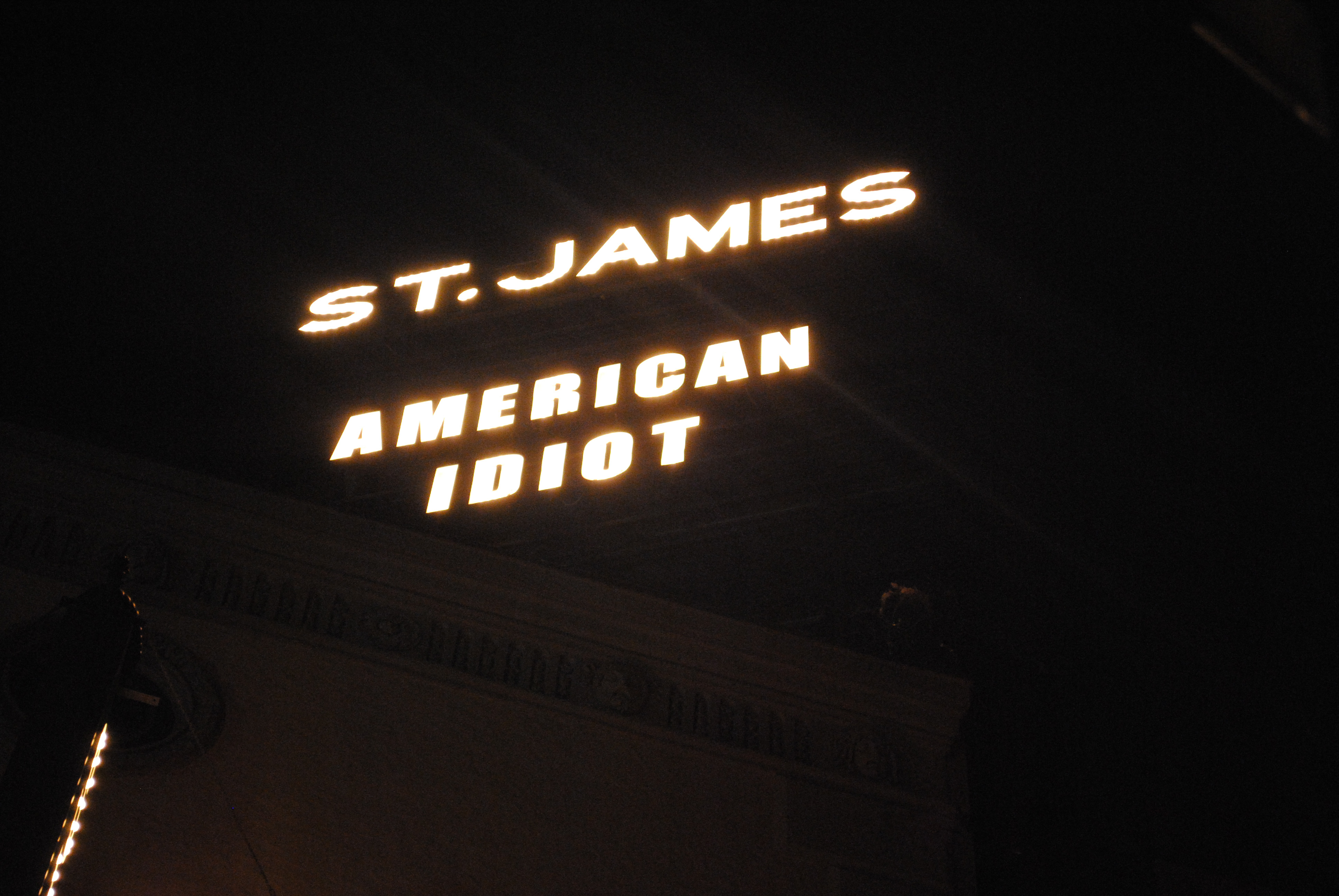
Représentation de la comédie musicale
au St. James Theater de New York.

Une adaptation de l'album sous forme de comédie musicale est créée en 2009. Le livret est écrit conjointement par Billie Joe Armstrong et le metteur en scène Michael Mayer, tandis que la musique inclut l'ensemble des chansons de American Idiot, auquel s'ajoutent la chanson bonus Favorite Son, la face B Too Much Too Soon, la nouvelle chanson When It's Time et quelques chansons de l'album 21st Century Breakdown,.
Les premières représentations se tiennent au Repertory Theatre de Berkeley dont l'avant-première est jouée le 4 septembre 2009, puis la première représentation a lieu le 15 septembre. Devant le succès rencontré par la comédie musicale, celle-ci se déplace à Broadway, au St. James Theatre. La première représentation a lieu le 20 avril 2010. Au cours des représentations à Broadway, Armstrong interprète à quelques dizaines de reprises le rôle de St. Jimmy, provoquant une augmentation de la fréquentation du public. Après 421 représentations à Broadway, dont la dernière est jouée le 24 avril 2011, le spectacle se déplace à travers tous les États-Unis pour une tournée nationale. Le 1er décembre, il est annoncé que la comédie musicale tournera au Royaume-Uni et en Irlande à l'automne 2012 après sa tournée américaine. La tournée commencera le 9 octobre 2012 au Mayflower Theatre de Southampton et se terminera le 8 décembre au HMV Hammersmith Apollo de Londres. La comédie musicale donne naissance à un album intitulé American Idiot: The Original Broadway Cast Recording contenant les enregistrements studio des représentations.
La comédie musicale est récompensée en 2010 par les Tony Awards des meilleurs décors et des meilleures lumières. Michael Mayer reçoit en 2010 le Drama Desk Award du meilleur metteur en scène et l'album tiré de la comédie musicale est récompensé en 2011 par le Grammy Award du meilleur album de comédie musicale.

### Film
Peu après la publication de l'album, des spéculations naissent sur la possible adaptation de American Idiot au cinéma. Armstrong déclare : « nous avons discuté à propos des personnes qui pourraient écrire un scénario pour ça, et quelques noms nous ont été proposés. Tout cela a l'air vraiment excitant, mais pour l'instant on ne fait que parler ». Le 1er juin 2006, Armstrong annonce dans une interview : « chaque semaine, il y a de nouvelles idées pour faire un film sur American Idiot, et ça va définitivement se faire ». En mars 2010, l'acteur Tom Hanks annonce qu'il compte produire le film par l'intermédiaire de sa société de production Playtone, qu'il a fondée en 1996 avec le producteur Gary Goetzman.
Le 13 avril 2011, le projet d'un film basé sur l'album se concrétise avec l'acquisition des droits d'adaptation par Universal Pictures. Le film est coproduit par Green Day, Pat Magnarella, manager du groupe, et par la société Playtone. Michael Mayer, metteur en scène de la comédie musicale basée sur American Idiot, est engagé pour réaliser le film. Mayer annonce en 2013 que le film est toujours en projet mais que sa production en est au point mort. En octobre 2016, Armstrong déclare que HBO a donné son feu vert pour démarrer la production du film et qu'il y reprendra le rôle de St Jimmy.

### Reprises

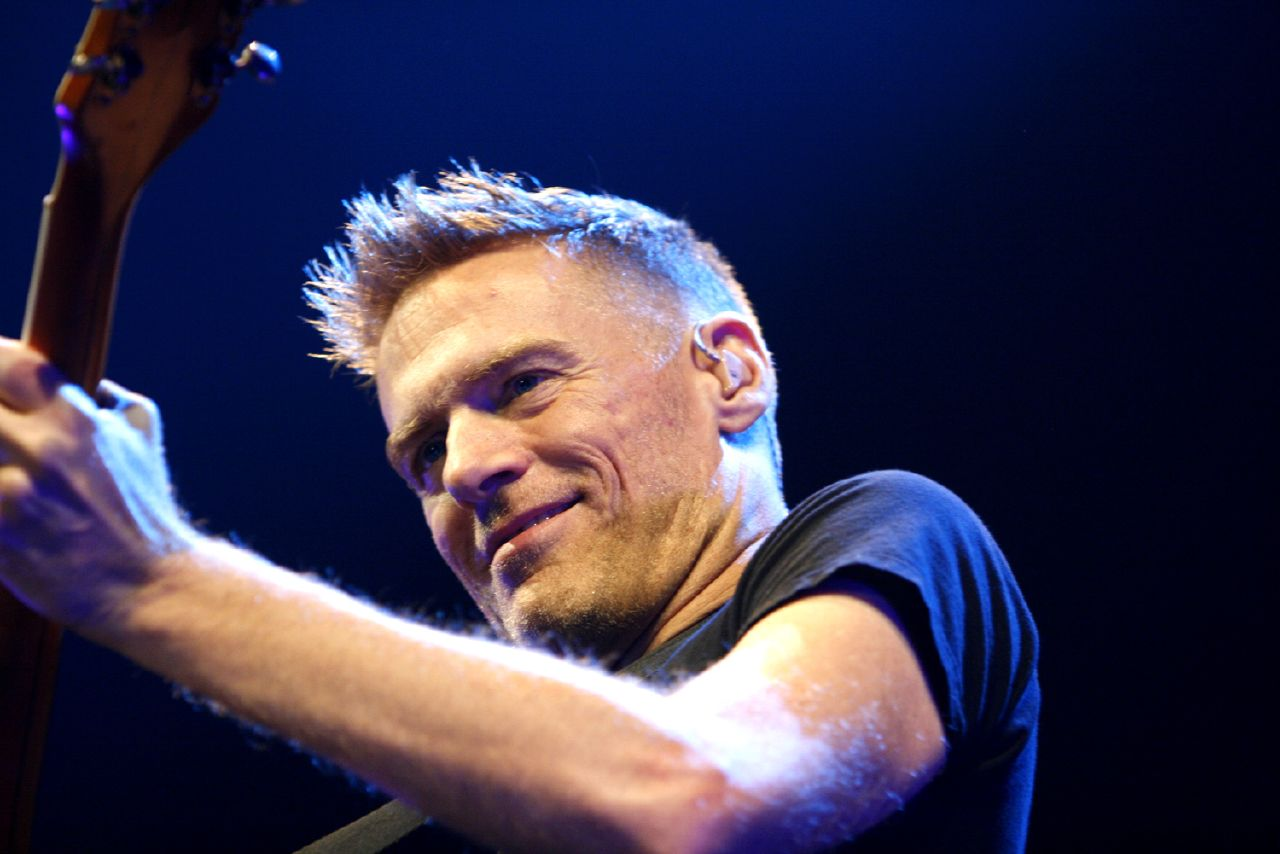
Dean Gray réalise un mash-up de l'album avec entre autres Summer of '69 de Bryan Adams.

Le 18 novembre 2005, Party Ben et Team9, deux DJ, sortent sous le pseudonyme de Dean Gray (une contrepèterie de Green Day) un mash-up de l'album appelé American Edit. Il reprend piste par piste les chansons de American Idiot en les mêlant avec des samples d'autres chansons, le but étant de montrer les similitudes de l'album avec ces chansons. Ce mash-up, diffusé gratuitement sur Internet, devient rapidement populaire et est téléchargé de nombreuses fois sur le site des deux DJ. Cependant, dix jours après la parution de American Edit, Warner Music Group, label de Green Day et donc propriétaire des enregistrements du groupe, fait émettre une ordonnance de cessation et d'abstention contre l'utilisation non autorisée des chansons de American Idiot, ce qui entraîne un fort mouvement de protestation sur Internet. Les deux DJ décident de ne pas s'opposer à cette procédure, même si le but de ce travail était artistique et non commercial. Billie Joe Armstrong avait d'ailleurs indiqué qu'il avait trouvé cet enregistrement « vraiment cool ».

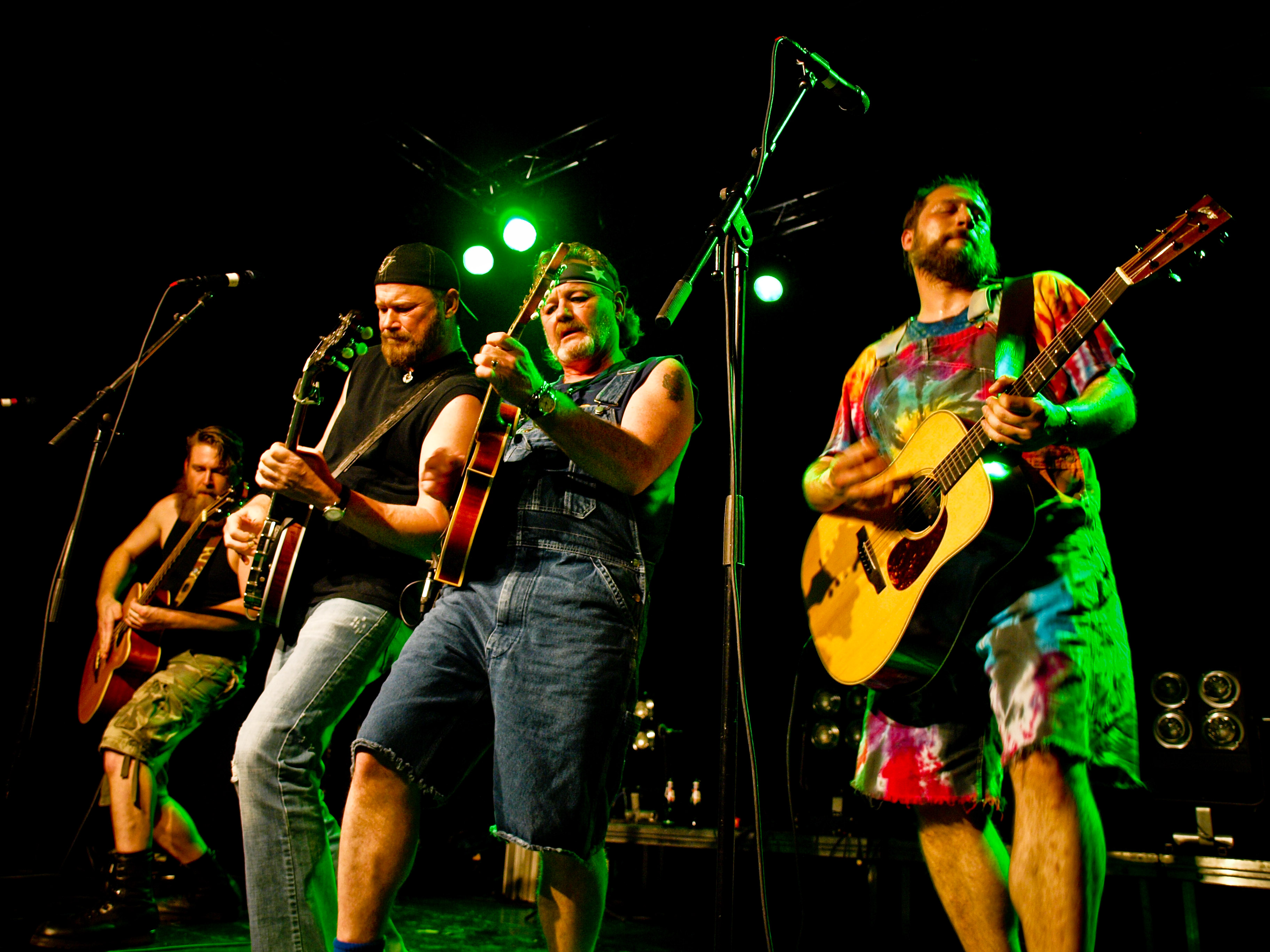
Hayseed Dixie fait une reprise folk de Holiday.

Outre ce mash-up qui reprend l'intégralité de l'album, plusieurs chansons ont fait l'objet de reprises. American Idiot est par exemple reprise plusieurs fois. Elle est parodiée par le chanteur américain Weird Al Yankovic dans une version appelée Canadian Idiot éditée sur son album Straight Outta Lynwood. Le texte reprend les stéréotypes du Canada vus par les américains. Le groupe parodique Richard Cheese and Lounge Against the Machine reprend aussi la chanson dans un style lounge sur son album Aperitif for Destruction, tout comme le groupe The Rockers Covers sur une reprise rockabilly sortie en 2012,. Enfin, les samples de la chanson ont servi de base à la conception du générique de la série télévisée d'animation Johnny Test. Le groupe américain Hayseed Dixie fait quant à lui une reprise folk de Holiday sur son album A Hot Piece of Grass datant de 2005.

## Crédits
Les crédits de American Idiot sont tirés du livret de l'album. En plus des trois membres de Green Day, trois personnes sont créditées à la musique : Rob Cavallo, le producteur de l'album, au piano ; Jason Freese, qui avait déjà travaillé avec le groupe sur son projet parallèle The Network, au saxophone sur Rock and Roll Girlfriend ; et Kathleen Hanna, membre du groupe Le Tigre et ex-membre de Bikini Kill, au chant sur l'intro de Letterbomb. Le mixage est assuré par Chris Lord-Alge, déjà crédité sur Nimrod en 1997, et le matriçage est réalisé par Ted Jensen, déjà crédité sur Warning: en 2000.
Green Day
- Billie Joe Armstrong – guitare, chant principal
- Mike Dirnt – basse, chant (sur Nobody Likes You)
- Tré Cool – batterie, chant (sur Rock and Roll Girlfriend)

Musiciens additionnels
- Rob Cavallo – piano
- Jason Freese – saxophone
- Kathleen Hanna – chant sur Letterbomb

Production
- Rob Cavallo et Green Day – producteurs
- Doug McKean – ingénieur du son
- Brian « Dr Vibb » Vibberts, Greg « Stimie » Burns, Jimmy Hoyson, Joe Brown, Chris Dugan et Reto Peter – assistants ingénieur du son
- Chris Dugan et Reto Peter – ingénieurs du son additionnels
- Chris Lord-Alge – mixage
- Dmitar « Dim-e » Krnjaic – assistant mixage
- Ted Jensen – matriçage
- Chris Bilheimer – directeur artistique et design